# Lyonia rubiginosa
Lyonia rubiginosa là một loài thực vật có hoa trong họ Thạch nam. Loài này được (Pers.) G. Don mô tả khoa học đầu tiên năm 1934.